# Eunice Bráulio
Eunice Bráulio (Estrela do Indaiá, 14 de agosto de 1955) é uma atriz brasileira de teatro e televisão.

## Carreira

### Televisão
| Ano  | Título             | Personagem       | Notas                                  |
| ---- | ------------------ | ---------------- | -------------------------------------- |
| 2010 | A Cura             | Dona Nonoca      |                                        |
| 2012 | Avenida Brasil     | Dona Jussara     |                                        |
| 2012 | Gabriela           | Marta            |                                        |
| 2013 | Lado a Lado        | Dona Rita        |                                        |
| 2015 | Boogie Oogie       | Stela            | Participação especial                  |
| 2016 | Ligações Perigosas | Dos Anjos        |                                        |
| 2016 | Haja Coração       | Gracita de Souza |                                        |
| 2016 | A Cara do Pai      | Dona Zélia       | Episódio: "Pra Baixo Todo Santo Ajuda" |
| 2019 | Verão 90           | Zulmira          |                                        |
| 2020 | Éramos Seis        | Dona Carola      | Participação especial                  |
| 2022 | Além da Ilusão     | Tia Eunice       | Participação especial                  |

### Teatro
- 1983: Bodas de Sangue
- 1984: A Casa de Bernarda Alba
- 1986: A Estranha Visita
- 1986: A Bruxinha que Era Boa
- 1990: A Bela Adormecida
- 2000: Essa Velha é Uma Parada
- 2005: Lampiãozinho e Maria Bonitinha

## Prêmios e indicações
| Ano  | Prêmio                  | Categoria                              | Nomeação | Resultado |
| ---- | ----------------------- | -------------------------------------- | -------- | --------- |
| 2010 | Prêmio Qualidade Brasil | Melhor Atriz Coadjuvante de Minissérie | A Cura   | Indicada  |